# Трайбер, Биргит
Биргит Трайбер(-Байнрот) (нем. Birgit Treiber(-Beinroth); род. 26 февраля 1960, Ошац, Лейпциг) — восточногерманская пловчиха, чемпионка Европы, чемпионка и призёр чемпионатов мира, призёр Олимпийских игр, участница двух Олимпиад, рекордсменка Европы, мира и Олимпийских игр.

## Карьера
Трайбер специализировалась в плавании на спине. На летних Олимпийских играх 1976 года в Монреале Трайбер завоевала серебряные медали в плавании на спине на 100 (1:03,41 с) и 200 метров (2:14,97 с). На обеих дистанциях она уступила олимпийской чемпионке в этих дисциплинах, соотечественнице Ульрике Рихтер. В комплексном плавании на 400 метров Трайбер заняла 4-е место (4:52,40 с). Участвовала в комбинированной эстафете 4×100 метров на предварительной стадии, где команда ГДР установила олимпийский рекорд (4:13,98 с). Не участвовала в финальном заплыве, где сборная ГДР также стала первой, поэтому не получила олимпийское золото.
На следующей Олимпиаде в Москве Трайбер стала бронзовой призёркой с результатом 2:13,75 с, пропустив вперёд двух других спортсменок из ГДР: победительницу этих игр Рику Райниш (2:11,77 с) и серебряную медалистку Корнелию Полит (2:13,75 с).